# اتفاقية الأفيون الدولية
اتفاقية الأفيون الدولية، الموقعة في لاهاي في 23 يناير عام 1912أثناء المؤتمر الدولي الأول للأفيون، والتي كانت أول معاهدة دولية لمكافحة المخدرات. لم تنجح الولايات المتحدة في محاولات لإدراج الحشيش في اتفاقية عام 1912. تم تسجيلها في سلسلة معاهدات عصبة الأمم في 23 يناير 1922. عقدت الولايات المتحدة مؤتمرًا مكون من 13 دولة للجنة الأفيون الدولية عام 1909 في شنغهاي، الصين، للرد على الانتقادات المتزايدة لتجارة الأفيون. وقعت معاهدة لكل من ألمانيا والولايات المتحدة والصين وفرنسا والمملكة المتحدة وإيطاليا واليابان وبلاد فارس والبرتغال وروسيا وتايلاند. نصت الاتفاقية على ما يلي: «تبذل الدول المتعاقدة كل جهدها للسيطرة على كل من يصنعون، يستوردون، يبيعون، يوزعون، يصدرون المورفين والكوكايين والأملاح الخاصة بهم، وكذلك المباني التي يمارس فيها هؤلاء الأشخاص مثل هذه الصناعة أو التجارة».
نُفذت الانتفاقية في عام 1915 من قبل الولايات المتحدة وهولندا والصين وهندوراس والنرويج. دخلت حيز التنفيذ على الصعيد العالمي في عام 1919، عندما دمجت في معاهدة فرساي. كان الهدف الاساسي للاتفاقية هو فرض قيود على الصادرات بدلا من فرض حظر أو تجريم استخدام وزراعة الأفيون والكوكايين والقنب. وهذا يفسر انسحاب الولايات المتحدة والصين، اللتين كانت تتجهان نحو مناهج الحظر، وكذلك بدء المفاوضات التي أدت إلى اتفاقية الأفيون الدولية سنة 1925 في جنيف.

تم التوقيع على اتفاقية دولية منقحة لاتفاقية الأفيون الدولية المتعلقة بالمخدرات الخطرة في جنيف في 19 فبراير 1925، والتي دخلت حيز التنفيذ في 25 سبتمبر 1938، وتم تسجيلها في سلسلة معاهدات عصبة الأمم في نفس اليوم. وقد أدخلت نظام مراقبة إحصائية يشرف عليه مجلس الأفيون المركزي الدائم، وهو هيئة تابعة لعصبة الأمم. أوصت مصر بدعم من الصين والولايات، بإضافة حظر على الحشيش إلى الاتفاقية، واقترحت لجنة فرعية النص التالي: 
لا يجوز استخدام القنب الهندي والمستحضرات المشتقة منه إلا للأغراض العلاجية والعلمية. ومع ذلك، فإن الراتينج الخام (نبات مخدر)، الذي يتم استخراجه من قمم الإناث من كانابيس ساتيفا، إلى جانب المستحضرات المختلفة (الحشيش، والشيرا، والمرجوانا، والديمبا، وما إلى ذلك) التي تشكل أساسها، ولا تستخدم في الوقت الحالي للإغراض الطبية، بل فقط عرضة للاستخدام لأغراض ضارة، بنفس حال المخدرات الأخرى، لا يجوز إنتاجها أو بيعها أو المتاجرة بها وما إلى ذلك، تحت أي ظرف من الظروف.
اعترضت الهند ودول أخرى على ذلك، نقلا عن العادات الاجتماية والدينية وانتشار نباتات القنب البرية التي من شأنها أن تجعل من الصعب تنفيذه. وبناءً على ذلك، لم يدخل هذا الحكم في المعاهدة النهائية. تم التوصل إلى حل وسط يحظر تصدير القنب إلى البلدان التي حضرت استخدامه، ويطلب من الدول المستوردة إصدار شهادات بالموافقة على الاستيراد وتصريح بأن الشحنة كانت مطلوبة «حصريًا للأغراض الطبية أو العلمية». كما طلب من الأطراف «ممارسة رقابة فعالة ذات طبيعة تمنع الاتجار الدولي غير المشروع بالقنب الهندي وخاصة الراتنج». لا تزال هذه القيود تترك مجالًا كبيرًا للبلدان للسماح بإنتاج الحشيش والتجارة الداخلية واستخدامه للأغراض الترفيهية.
تم استبدال الاتفاقية بحلول عام 1961 إلى (الاتفاقية الوحيدة للخدرات)

## روابط خارجية
- Text of the 1912 convention
- Text of the 1925 convention
- Signatures and ratifications.
- "The 1912 Hague International Opium Convention". مكتب الأمم المتحدة المعني بالمخدرات والجريمة. 23 يناير 2009. مؤرشف من الأصل في 2023-02-19.
- Opium Museum
- A primer on the UN Drug Control Conventions Transnational Institute.
- Losing Ground: Drug Control and War in Afghanistan Transnational Institute.